# Tetrápilo

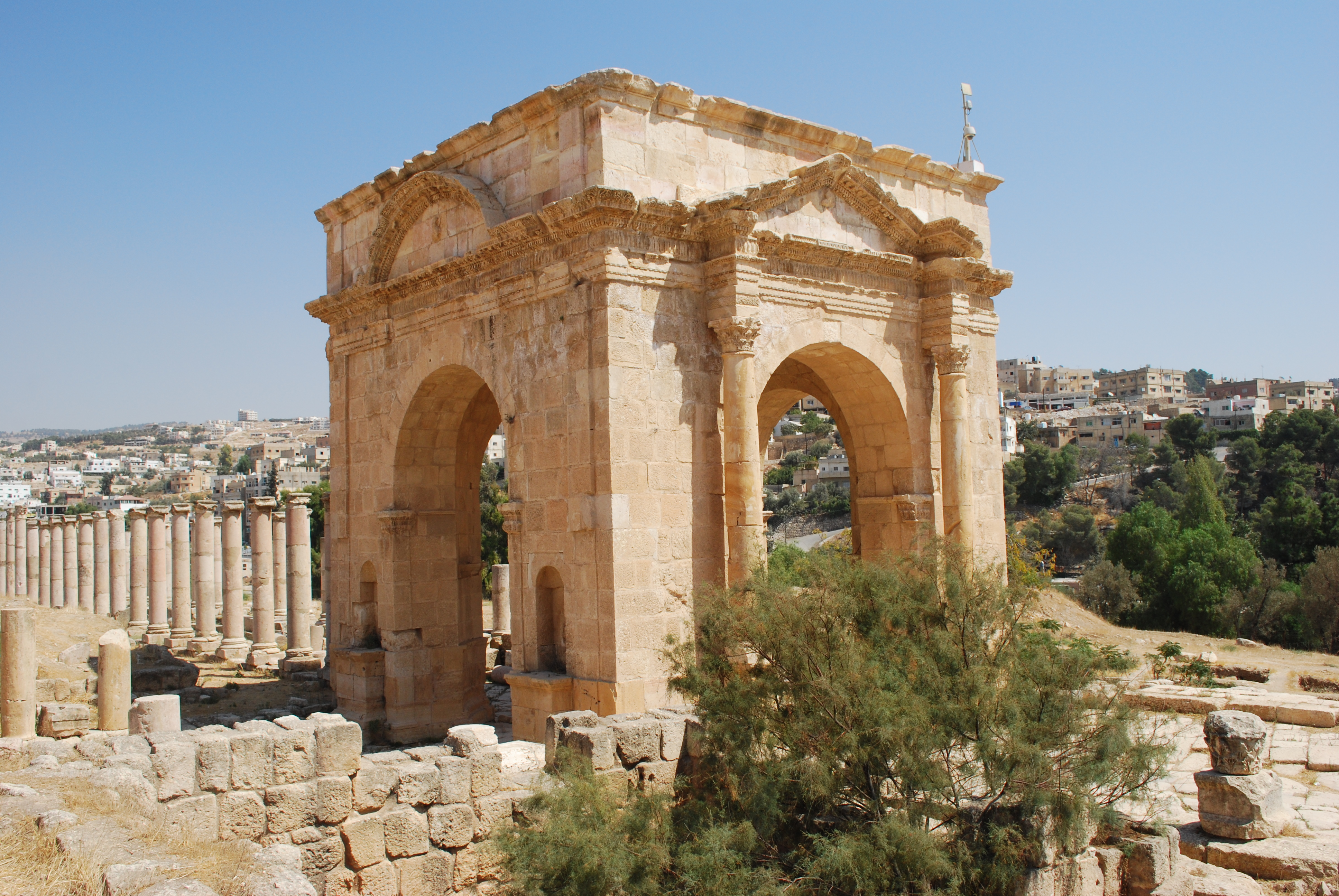
Tetrápilo norte de Gérasa na Jordânia

Tetrápilo (em grego: Τετράπυλον; romaniz.: Tetrápylon; lit. "quatro portões"), também conhecido como quadrifronte (em latim: quadrifrons; lit. "quatro frentes"), é um tipo de monumento da arquitetura romana de forma cúbica, com um portão em cada um dos quatro lados, sendo geralmente construído em cruzamentos.